# Cuneoppia laticeps
Cuneoppia laticeps är en kvalsterart som beskrevs av Balogh och Sandór Mahunka 1969. Cuneoppia laticeps ingår i släktet Cuneoppia och familjen Cuneoppiidae. Inga underarter finns listade i Catalogue of Life.